# Метт

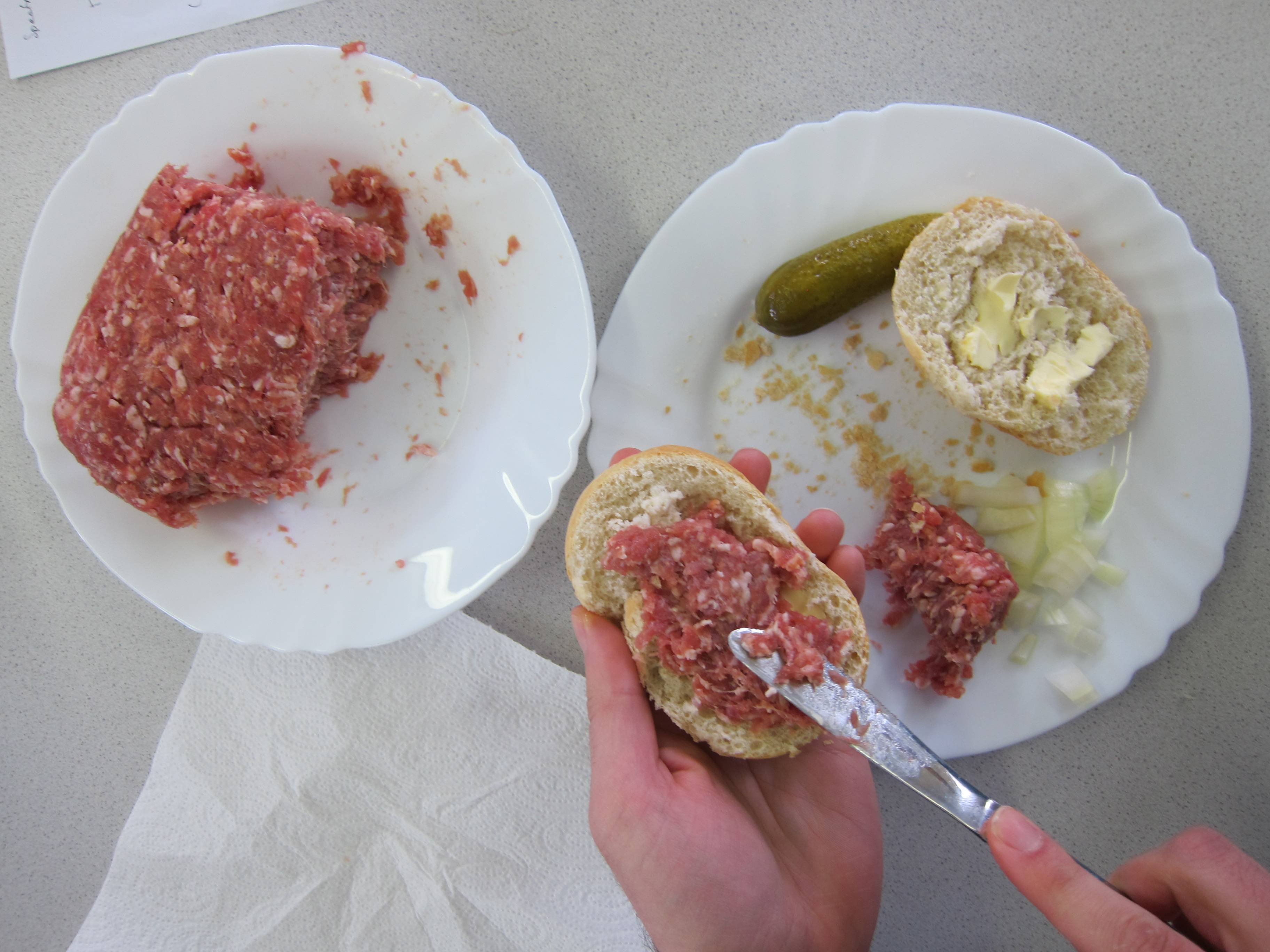
Приготовление бутербродов с меттом

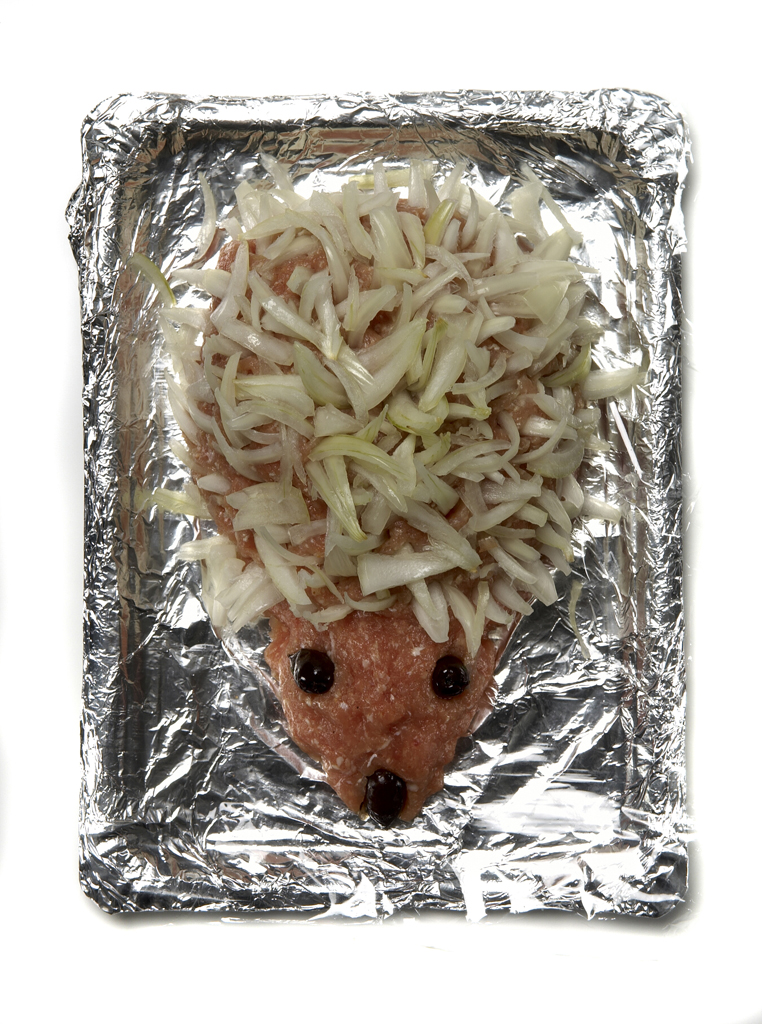
Ёжик из метта

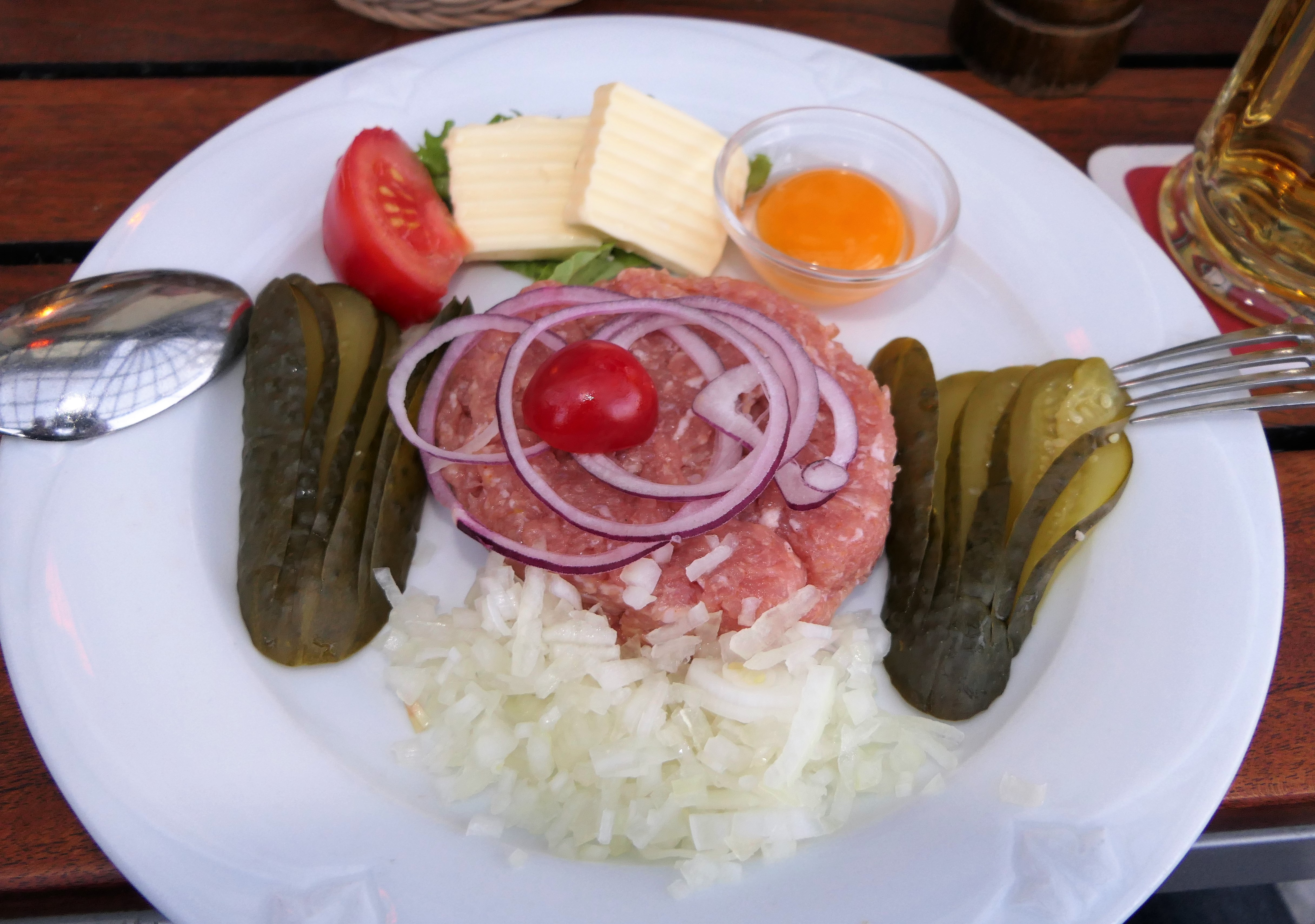
Ресторанная подача метта

Метт (н.-нем. Mett, также ха́ккепетер (нем. Hackepeter), тюрингенский фарш (нем. Thüringer Gehacktes)) — сырой приправленный специями свиной фарш, в Германии бутербродная паста для приготовления бутербродов на завтрак или на закуску на фуршете. Меттом может называться только свиной фарш, фарш из говядины, баранины или смешанный фарш называется «хакфляйш» (нем. Hackfleisch).
Свиной фарш высшего качества без сала с добавлением соли, репчатого лука, тмина и чёрного перца употребляется сырым в день приготовления. В Германии считается, что жирность метта не должна превышать 35 %. Для того чтобы получить фарш лучшей консистенции, свинина перерабатывается в полузамороженном состоянии и, по правилам обработки, температура не должна превышать 2°С. Использование льда для охлаждения запрещено. Потребление сырого мяса, в особенности рубленого, несёт опасность заражения патогенными бактериями, в частности иерсиниями, сальмонеллами, кишечной палочкой, кампилобактериями, листериями, а также паразитами и вирусами, но несмотря на это, немцы приучаются есть сырой фарш с раннего детства.
Немецкое слово Mett происходит от древнесаксонского meti — «мясо» и оно использовалось в нижненемецком языке. Название «хаккепетер» для обозначения приправленного свиного фарша впервые появилось в 1903 году в берлинской гостинице «Мартин» на улице Ландсбергер и употребляется преимущественно в Восточной и Северной Германии и Берлине. По мнению Вольфганга Херлеса, употребление в пищу именно сырой свинины, а не говядины, как, например, в татарском бифштексе, является бесспорно немецким изобретением. В конце XIX века булочка с хаккепетером была самым популярным бутербродом на витринах берлинских «Ашингеров». Сырой свиной фарш намазывается обычно на половинке булочки или ломтике хлеба. Угощение на фуршете по случаю вручения Rammstein золотого диска, проходившем у озера в Гамбургском городском парке, ограничилось брутальной гигантской горой хаккепетера, сочившегося на белую скатерть тёмно-красным мясным соком. В качестве закуски или на шведских столах метт иногда сервируют в форме ёжика с иголками из перьев репчатого лука или свинки. В Германии такая сервировка пользовалась особой популярностью в 1950—1970-х годах. Фарш с луком называют «луковым меттом» (нем. Zwiebelmett).
В современной Германии метт вышел из моды, хотя и должен бы вызывать симпатию у экологических активистов, поскольку при его приготовлении экономится электроэнергия на термическую обработку. По наблюдениям этнолога питания Марина Тренка из Франкфуртского университета, немцы хотят есть мясо, но так, чтобы оно было «незримым» — чтобы и не мясо на вкус, и о животных не напоминало, но простой и «честный» метт не может не выглядеть как мясо. У метта наблюдается низкий социальный статус: защитники животных ополчаются на него, но не замечают, что «благородные» чёрная икра или татарский бифштекс — тоже убитые животные. Веганский метт готовят из раскрошенных рисовых хлебцев с репчатым луком и томатной пастой. Метт также стал объектом пластического искусства в Музее современного метта, где был представлен даже скульптурный портрет Мэтта Деймона.
В чилийском городе Вальдивия метт прижился благодаря немецким мигрантам под названием «крудо» (исп. crudo — букв. «сырой»). Его подают с репчатым луком, ремуладом и лимоном на мягком белом хлебе.